# Batalion Necach Jehuda

Batalion w trakcie ćwiczeń

97. Batalion Necach Jehuda (hebr. ‏גדוד נצח יהודה‎, Batalion Zwycięstwa Judy), wcześniej znany jako Ha-Nachal he-Charedi (hebr. ‏הנח"ל החרדי‎) – batalion Brygady Kfir wchodzący w skład Sił Obronnych Izraela.
Celem utworzenia jednostki w 1999 roku było umożliwienie żydowskim charedim służenia w izraelskiej armii w charakterze bojowym poprzez stworzenie atmosfery sprzyjającej ich przekonaniom religijnym i ścisłemu przestrzeganiu halachy. Obszar dyslokacji jednostki to region Matte Binjamin na Zachodnim Brzegu.
Od czasu utworzenia jednostki przyciągnęła ona wielu członków skrajnie religijno-nacjonalistycznej grupy osadników zwanej Młodzieży z Wzgórz, która słynie z zakładania nielegalnych izraelskich posterunków na ziemiach palestyńskich.
W ostatnich latach batalion Necach Jehuda był zamieszany w co najmniej 6 spraw związanych z napaścią czy zabójstwami niewinnych Palestyńczyków. W związku z tymi zarzutami, w 2024 roku poinformowano, że Departament Stanu USA planuje nałożyć na nią sankcje w oparciu o ustawę Leahy’ego, co uniemożliwiłoby jednostce otrzymanie jakiejkolwiek pomocy wojskowej USA i byłoby pierwszym nałożeniem przez USA sankcji na izraelską jednostkę wojskową.
Ostatecznie odstąpiono od tych planów.